# Бенджедид, Шадли
Шадли Бенджедид (араб. شاذلي بن جديد‎, 14 апреля 1929, село Бутелджа, около Аннабы — 6 октября 2012, Алжир) — алжирский государственный и политический деятель, в 1979—1992 годах — президент Алжира, генеральный секретарь партии «Фронт национального освобождения».
Участник борьбы за независимость, профессиональный военный. В 1964—1979 годах командовал 2-м военным округом в Оране. В 1978—1979 годах — министр обороны АНДР. После кончины президента Бумедьена избран генеральным секретарем партии ФНО и президентом АНДР.
На посту президента Алжира проводил центристскую политику, постепенно осуществляя экономическую и политическую либерализацию социалистического строя. При Бенджедиде завершилась трансформация чиновников в класс номенклатуры, имеющий собственные бизнес-интересы, а популярность правящего режима — резко упала. В стране на фоне затяжного экономического кризиса активизировались оппозиционные настроения, усилились позиции исламистов.
В 1988 году в стране имели место массовые беспорядки, жестоко подавленные властями с применением оружия. Бенджедид объявил о переходе к многопартийной демократии, что резко обострило политическую обстановку в стране. По результатам первого тура парламентских выборов в декабре 1991 года победу одержала исламистская партия «Исламский фронт спасения». 11 января 1992 года Шадли Бенджедид ушел в отставку под давлением военных, выступивших против прихода исламистов к власти. В стране началась гражданская война.
После отставки находился под домашним арестом. В 1999 году освобожден.

## Биография

### Война за независимость Алжира. Военная карьера
Шадли Бенджедид родился в бедной крестьянской семье на востоке Алжира. Служил во французской армии, в частности, в Индокитае в 1954 году, когда там началось восстание. В 1954 году, в начале войны за независимость Алжира присоединился к Фронту национального освобождения (ФНО). В 1955 году вступил в Армию национального освобождения (АНО). В 1956 году командовал военным сектором на востоке страны, в 1957 году был заместителем командующего, а с 1958 года, в звании капитана, командующим военной зоной города Константины. Пользовался поддержкой Хуари Бумедьена. В 1961 году был переведен в оперативное командование Северной зоны, затем в штаб Армии национального освобождения (АНО). В конце 1962 года, после получения Алжиром независимости, в звании майора был назначен командующим 5-м военным округом (департамент Константина).
В 1964 году Бенджедиду было поручено командование военным округом в Оране (2-й военный округ). После переворота 19 июня 1965 года вошел в состав Революционного совета, сохранив пост командующего 2-м военным округом (Оран) вплоть до 1978 года. Получил высшее в алжирской армии звание полковника в 1969 году. С ноября 1978 по февраль 1979 года занимал должность министра обороны АНДР. После смерти находившегося на посту президента Хуари Бумедьена был координатором армии в рамках Революционного совета. В декабре 1978 года сдал командование 2-м военным округом, а в конце января 1979 года вышел из Революционного совета в связи с его роспуском.
31 января 1979 года на IV съезде ФНО избран генеральным секретарем партии, а 9 февраля того же года — президентом АНДР. Ш. Бенджедид был компромиссным кандидатом, хотя уступал по влиянию в партии и поддержанному профсоюзами и коммунистами Мохаммеду Салаху Яхьяуи, и министру иностранных дел Абделю Азизу Бутефлика, имевшему репутацию прозападного либерала.

### Правление
В должности президента Бенджедид сократил вмешательство государства в экономику и ослабил государственный надзор за населением, который при однопартийной диктатуре ФНО пронизывал все сферы жизни общества. Тем не менее, экономическая ситуация ухудшилась в конце 1980-х годов в связи с падением цен на нефть, основной экспортный продукт Алжира. Это привело к протестам против экономической политики Бенджедида; в 1988 году в Оране, Аннабе и других крупных городах прошли беспорядки, жестоко подавленные полицией и приведшие к сотням погибших. После этого Бенджедид призвал к переходу к многопартийной демократии. Этот процесс был остановлен в конце 1991 года, когда в первом туре многопартийных выборов победу одержал Исламский фронт спасения, и военные отменили второй тур. В итоге Бенджедид был смещён со своего поста, и началась Гражданская война в Алжире. Сам Бенджедид находился под домашним арестом до 1999 года.
Неоднократно посещал СССР.
В 2013 посмертно вышел первый том его мемуаров «Особенности жизни», описывающий период до избрания президентом.

## Личность. Образ
Ш. Бенджедид был человеком малообразованным, но обладавшим житейской хитростью, умелым интриганом. Политический метод Бенджедида можно охарактеризовать как половинчатую, противоречивую политику компромиссов и поиска консенсуса, в том числе учитывающего интересы ближайшего окружения президента (в которое входили главным образом коррумпированные предприниматели из Орании).
В алжирском обществе президент не располагал авторитетом своих предшественников — бен Беллы и Бумедьена. Президент имел устойчивую репутацию коррупционера ещё со времен Орана, где он командовал 2-м военным округом. Находясь на этой должности, он приобрел значительное личное состояние, женившись на богатой представительнице местной племенной аристократии, располагал большими земельными наделами и владел кирпичным заводом. Даже после прихода к власти Ш. Бенджедид официально и открыто владел предприятиями в Оране. Не обладая выдающейся харизмой, президент старательно культивировал образ скромного «человека из народа», борца с бюрократией. Большое личное внимание уделял своему образу на телеэкранах.
Дважды (в 1979 и 1981 годах) совершал хадж. Увлекался спортом.